# Jaime Lozano
Jaime Arturo Lozano Espín (ur. 29 września 1978 w Meksyku) – meksykański piłkarz grający na lewego pomocnika, trener piłkarski. Nosi przydomek „Jimmy”.

## Kariera klubowa
Lozano pochodzi z miasta Meksyk. Piłkarską karierę rozpoczął w tamtejszym klubie UNAM Pumas. 15 sierpnia 1998 roku zadebiutował w rozgrywkach ligi meksykańskiej, a UNAM pokonał CF Pachuca 3:1. W pierwszych trzech latach gry w UNAM nie zawsze miał miejsce w podstawowym składzie, a największy sukces to półfinał play-off w Apertura 1998. W 2001 roku Lozano odszedł z klubu i przeszedł do Atlético Celaya, ale spędził tam tylko jeden sezon i pomógł mu w utrzymaniu w lidze. W 2002 wrócił do UNAM, które w Apertura dotarło do półfinałów play-off. Natomiast w Clausura 2004 wystąpiło w finale i tamże pokonało Chivas Guadalajara i pierwszy raz od 13 sięgnęło po tytuł mistrza Meksyku. W Apertura 2004 Lozano po raz drugi cieszył się ze zdobytego mistrzostwa, tym razem wspomagając kolegów w wygranym finale z CF Monterrey.
Latem 2005 Lozano zmienił barwy klubowe i przeszedł do Tigres UANL. W Apertura 2005 dotarł do półfinału play-off, ale zespół okazał się gorszy od lokalnego rywala, CF Monterrey. Natomiast w sezonie 2006/2007 nie odniósł z UANL żadnych większych sukcesów. W zimowym okienku transferowym sezonu 2007/2008 zdecydował się odejść do Cruz Azul. Grał w tym klubie 2 lata. W tym czasie dla tej drużyny strzelił 12 goli w 73 meczach. W 2010 roku odszedł do Monarcas Morelia. Podczas dwóch sezonów w Monarcas Morelia rozegrał 59 meczów w których strzelił 9 bramek. Od sezonu 2012/2013 jest zawodnikiem UNAM Pumas.
 Stan na 5 lipca 2012 
| Sezon   | Klub             | Kraj   | Rozgrywki        | Mecze | Bramki |
| ------- | ---------------- | ------ | ---------------- | ----- | ------ |
| 1998/99 | UNAM Pumas       | Meksyk | Primera División | 12    | 1      |
| 1999/00 | UNAM Pumas       | Meksyk | Primera División | 17    | 2      |
| 2000/01 | UNAM Pumas       | Meksyk | Primera División | 21    | 2      |
| 2001/02 | Atlético Celaya  | Meksyk | Primera División | 24    | 1      |
| 2002/03 | UNAM Pumas       | Meksyk | Primera División | 30    | 2      |
| 2003/04 | UNAM Pumas       | Meksyk | Primera División | 28    | 8      |
| 2004/05 | UNAM Pumas       | Meksyk | Primera División | 27    | 6      |
| 2005/06 | Tigres UANL      | Meksyk | Primera División | 25    | 5      |
| 2006/07 | Tigres UANL      | Meksyk | Primera División | 26    | 5      |
| 2007/08 | Tigres UANL      | Meksyk | Primera División | 14    | 1      |
| 2007/08 | Cruz Azul        | Meksyk | Primera División | 16    | 3      |
| 2008/09 | Cruz Azul        | Meksyk | Primera División | 27    | 4      |
| 2009/10 | Cruz Azul        | Meksyk | Primera División | 30    | 5      |
| 2010/11 | Monarcas Morelia | Meksyk | Primera División | 32    | 3      |
| 2011/12 | Monarcas Morelia | Meksyk | Primera División | 27    | 6      |
| 2012/13 | UNAM Pumas       | Meksyk | Primera División | 0     | 0      |

## Kariera reprezentacyjna
W reprezentacji Meksyku Lozano zadebiutował 6 lipca 2000 roku w wygranym 4:2 towarzyskim meczu USA Cup z RPA. W 2004 roku wystąpił w Copa América 2004, a Meksyk dotarł do ćwierćfinału. Dobrze spisywał się w kwalifikacjach do Mistrzostw Świata w Niemczech, kiedy to zdobył 10 goli będąc drugim najlepszym strzelcem zespołu po Jaredzie Borgettim (14 bramek), ale z udziału w turnieju wyeliminowała go kontuzja.
W 2007 roku Lozano wystąpił na dwóch kolejnych turniejach: w Złotym Pucharze CONCACAF, na którym Meksyk dotarł do finału (porażka 1:2 z USA, a także w Copa América 2007, z którego przywiózł brązowy medal.